# Грейс Буллен
Грейс Якоб Буллен (норв. Grace Jacob Bullen; нар. 7 лютого 1997) — норвезька борчиня вільного стилю, бронзова призерка Олімпійських ігор 2024 року, дворазова чемпіонка та срібна призерка чемпіонатів Європи, бронзова призерка Європейських ігор, чемпіонка Літних юнацьких Олімпійських ігор.

## Життєпис
Боротьбою почала займатися з 2001 року.
Виступала за борцівський клуб «Атлас» Фредрікстад. Тренер — Джордж Костін.

## Спортивні результати на міжнародних змаганнях

### Виступи на Олімпіадах
| Змагання                    | Збірна   | Вагова категорія          | Місце  |
| --------------------------- | -------- | ------------------------- | ------ |
| Літні Олімпійські ігри 2024 | Норвегія | жіноча боротьба, до 62 кг | Бронза |

### Виступи на Чемпіонатах світу
| Змагання                        | Збірна   | Вагова категорія          | Місце  |
| ------------------------------- | -------- | ------------------------- | ------ |
| Чемпіонат світу з боротьби 2015 | Норвегія | жіноча боротьба, до 58 кг | 13     |
| Чемпіонат світу з боротьби 2017 | Норвегія | жіноча боротьба, до 58 кг | 16     |
| Чемпіонат світу з боротьби 2018 | Норвегія | жіноча боротьба, до 57 кг | 5      |
| Чемпіонат світу з боротьби 2019 | Норвегія | жіноча боротьба, до 57 кг | 10     |
| Чемпіонат світу з боротьби 2021 | Норвегія | жіноча боротьба, до 59 кг | 14     |
| Чемпіонат світу з боротьби 2022 | Норвегія | жіноча боротьба, до 59 кг | Срібло |
| Чемпіонат світу з боротьби 2023 | Норвегія | жіноча боротьба, до 62 кг | Бронза |

### Виступи на Чемпіонатах Європи
| Змагання                         | Збірна   | Вагова категорія          | Місце  |
| -------------------------------- | -------- | ------------------------- | ------ |
| Чемпіонат Європи з боротьби 2016 | Норвегія | жіноча боротьба, до 58 кг | Срібло |
| Чемпіонат Європи з боротьби 2017 | Норвегія | жіноча боротьба, до 58 кг | Золото |
| Чемпіонат Європи з боротьби 2018 | Норвегія | жіноча боротьба, до 57 кг | 7      |
| Чемпіонат Європи з боротьби 2019 | Норвегія | жіноча боротьба, до 57 кг | 7      |
| Чемпіонат Європи з боротьби 2020 | Норвегія | жіноча боротьба, до 57 кг | Золото |
| Чемпіонат Європи з боротьби 2021 | Норвегія | жіноча боротьба, до 59 кг | 7      |
| Чемпіонат Європи з боротьби 2023 | Норвегія | жіноча боротьба, до 62 кг | Срібло |
| Чемпіонат Європи з боротьби 2024 | Норвегія | жіноча боротьба, до 62 кг | Золото |

### Виступи на Європейських іграх
| Змагання              | Збірна   | Вагова категорія          | Місце  |
| --------------------- | -------- | ------------------------- | ------ |
| Європейські ігри 2015 | Норвегія | жіноча боротьба, до 58 кг | Бронза |
| Європейські ігри 2019 | Норвегія | жіноча боротьба, до 57 кг | 5      |

### Виступи на Північних чемпіонатах
| Змагання                            | Збірна   | Вагова категорія          | Місце  |
| ----------------------------------- | -------- | ------------------------- | ------ |
| Північний чемпіонат з боротьби 2015 | Норвегія | жіноча боротьба, до 58 кг | Золото |
| Північний чемпіонат з боротьби 2017 | Норвегія | жіноча боротьба, до 63 кг | Золото |
| Північний чемпіонат з боротьби 2019 | Норвегія | жіноча боротьба, до 59 кг | Золото |

### Виступи на інших змаганнях
| Змагання                                                         | Збірна   | Вагова категорія          | Місце  |
| ---------------------------------------------------------------- | -------- | ------------------------- | ------ |
| Klippan Lady Open 2015                                           | Норвегія | жіноча боротьба, до 58 кг | Бронза |
| Гран-прі Іспанії з боротьби 2015                                 | Норвегія | жіноча боротьба, до 58 кг | 16     |
| Відкритий чемпіонат Польщі з боротьби 2015                       | Норвегія | жіноча боротьба, до 58 кг | Бронза |
| Золотий Гран-прі з боротьби 2015                                 | Норвегія | жіноча боротьба, до 58 кг | 13     |
| Klippan Lady Open 2016                                           | Норвегія | жіноча боротьба, до 58 кг | 8      |
| Олімпійський кваліфікаційний турнір з боротьби 2016 (Зренянин)   | Норвегія | жіноча боротьба, до 58 кг | Бронза |
| Олімпійський кваліфікаційний турнір з боротьби 2016 (Улан-Батор) | Норвегія | жіноча боротьба, до 58 кг | 7      |
| Олімпійський кваліфікаційний турнір з боротьби 2016 (Стамбул)    | Норвегія | жіноча боротьба, до 58 кг | 8      |
| Золотий Гран-прі з боротьби 2016                                 | Норвегія | жіноча боротьба, до 58 кг | Золото |
| Klippan Lady Open 2017                                           | Норвегія | жіноча боротьба, до 58 кг | 7      |
| Міжнародний меморіал Дейва Шульца 2017                           | Норвегія | жіноча боротьба, до 62 кг | Срібло |
| Klippan Lady Open 2018                                           | Норвегія | жіноча боротьба, до 59 кг | Золото |
| Відкритий чемпіонат Польщі з боротьби 2018                       | Норвегія | жіноча боротьба, до 57 кг | Срібло |
| Гран-прі «Іван Яригін» 2019                                      | Норвегія | жіноча боротьба, до 57 кг | Бронза |
| Турнір Дана Колова — Николи Петрова 2019                         | Норвегія | жіноча боротьба, до 57 кг | Срібло |
| Турнір міста Сассарі з боротьби 2019                             | Норвегія | жіноча боротьба, до 57 кг | Золото |
| Відкритий чемпіонат Польщі з боротьби 2019                       | Норвегія | жіноча боротьба, до 57 кг | 7      |
| Меморіал Маттео Пелліконе 2020                                   | Норвегія | жіноча боротьба, до 57 кг | 7      |
| Klippan Lady Open 2020                                           | Норвегія | жіноча боротьба, до 59 кг | Золото |
| Олімпійський кваліфікаційний турнір з боротьби 2020 (Будапешт)   | Норвегія | жіноча боротьба, до 57 кг | 9      |
| Олімпійський кваліфікаційний турнір з боротьби 2020 (Софія)      | Норвегія | жіноча боротьба, до 57 кг | Бронза |
| Меморіал Маттео Пелліконе 2022                                   | Норвегія | жіноча боротьба, до 59 кг | Золото |
| Відкритий чемпіонат Загреба з боротьби 2023                      | Норвегія | жіноча боротьба, до 62 кг | Срібло |
| Турнір Ібрагіма Мустафи 2023                                     | Норвегія | жіноча боротьба, до 62 кг | 8      |
| Турнір К. У. Кожомкула і Р. Санатбаєва 2023                      | Норвегія | жіноча боротьба, до 62 кг | 8      |
| Відкритий чемпіонат Польщі з боротьби 2023                       | Норвегія | жіноча боротьба, до 62 кг | Срібло |
| Меморіал Імре Поляка та Яноша Варги 2024                         | Норвегія | жіноча боротьба, до 62 кг | Бронза |

### Виступи на змаганнях молодших вікових груп
| Змагання                                          | Збірна   | Вагова категорія          | Місце  |
| ------------------------------------------------- | -------- | ------------------------- | ------ |
| Північний чемпіонат з боротьби серед кадетів 2012 | Норвегія | жіноча боротьба, до 56 кг | Золото |
| Чемпіонат Європи з боротьби серед кадетів 2012    | Норвегія | жіноча боротьба, до 56 кг | Бронза |
| Північний чемпіонат з боротьби серед кадетів 2013 | Норвегія | жіноча боротьба, до 60 кг | Золото |
| Чемпіонат Європи з боротьби серед кадетів 2013    | Норвегія | жіноча боротьба, до 56 кг | Золото |
| Чемпіонат світу з боротьби серед кадетів 2013     | Норвегія | жіноча боротьба, до 56 кг | 5      |
| Чемпіонат світу з боротьби серед кадетів 2013     | Норвегія | жіноча боротьба, до 65 кг | 5      |
| Чемпіонат Європи з боротьби серед кадетів 2014    | Норвегія | жіноча боротьба, до 60 кг | Золото |
| Чемпіонат світу з боротьби серед кадетів 2014     | Норвегія | жіноча боротьба, до 60 кг | Золото |
| Літні юнацькі Олімпійські ігри серед кадетів 2014 | Норвегія | жіноча боротьба, до 60 кг | Золото |
| Чемпіонат Європи з боротьби серед юніорів 2015    | Норвегія | жіноча боротьба, до 59 кг | Золото |
| Чемпіонат Європи з боротьби серед юніорів 2016    | Норвегія | жіноча боротьба, до 59 кг | Золото |
| Чемпіонат Європи з боротьби серед юніорів 2017    | Норвегія | жіноча боротьба, до 59 кг | Золото |
| Чемпіонат світу з боротьби серед юніорів 2017     | Норвегія | жіноча боротьба, до 59 кг | Бронза |
| Чемпіонат світу з боротьби до 23 років 2018       | Норвегія | жіноча боротьба, до 59 кг | Золото |